# Antonio Jesús Roldán Muñoz
Antonio Jesús Roldán Muñoz   (Conil de la Frontera, 16 d'octubre de 1958) és un polític i escriptor espanyol d'Esquerra Unida, alcalde de Conil de la Frontera des del 17 de juny de 1995 al 28 de maig de 2012, a més de ser viceconseller de Turisme i Comerç de Cadis des del 1987 al 2003.
Ha estat professor, dedicant-se posteriorment a la política. Entre 1987 a 1995 va ser regidor a l'oposició durant dues legislatures, fins que al juny de 1995 va arribar a ser alcalde durant 17 anys, renunciant a l'alcaldia al maig de 2012, arribant a ser l'alcalde més longeu de la localitat gaditana.
Posteriorment el 2015, va tornar al seu lloc com a mestre del centre d'Educació de Persones Adultes de Conil de la Frontera.
Va ser des del 2012 al 2015 viceconseller de Turisme i Comerç a la Junta d'Andalusia durant el mandat del PSOE i Esquerra Unida. 2003-2011 va ser diputat provincial de Medi Ambient i Esports, membre del Consell Territorial de la Federació Espanyola de Municipis i Províncies, Membre de la Comissió Nacional i d'Administració Local, i president del Patronat Municipal de Turisme.
Per últim ha estat coordinador provincial d'Esquerra Unida Els Verds-Convocatòria per Andalusia.
A més, ha escrit diversos llibres de novel·la, assaigs i poesies com Mandar obeint, La memòria de l'aigua, Versos de sal i escuma, Tomas Iglesias, esquerra i dret, L'abisme dels límits, Conil, l'esforç col·lectiu i Alguna cosa haurà de passar.